# Furacão Irene (2005)
O furacão Irene foi um furacão categoria 2 do tipo Cabo Verde que açoitou a costa Leste dos Estados Unidos em agosto de 2005. Irene foi a nona tempestade tropical à que se lhe pôs nome na ano de 2005 e o quarto furacão da mesma. Formou-se para perto de Cabo Verde a 4 de agosto, atravessou o Atlântico e moveu-se para o norte até chegar às cercanias das Ilhas Bermudas antes de converter-se num ciclone extratropical quando estava para perto de a ilha da Terra Nova. Irene persistiu durante 14 dias como sistema tropical e foi a tempestade de maior duração da temporada.
Irene resultou ser uma tempestade difícil de prever devido às suas constantes debilitamentos. Após quase dissipar-se a 10 de agosto, atingiu o seu ponto máximo como um furacão de categoria 2 no 16 desse mês, antes de ser absorvido por um sistema extratropical no 18. Existia o receio inicial de que entrasse em terra nos Estados Unidos devido à incerteza nas previsões do rumo que a tempestade podia tomar, mas finalmente o furacão nunca se acercou à costa e não se registaram danos. No entanto, causou uma maré de tempestade de 2,4 metros e fortes correntes de ressaca que causou uma morte em Long Beach, Nova Iorque.

## História

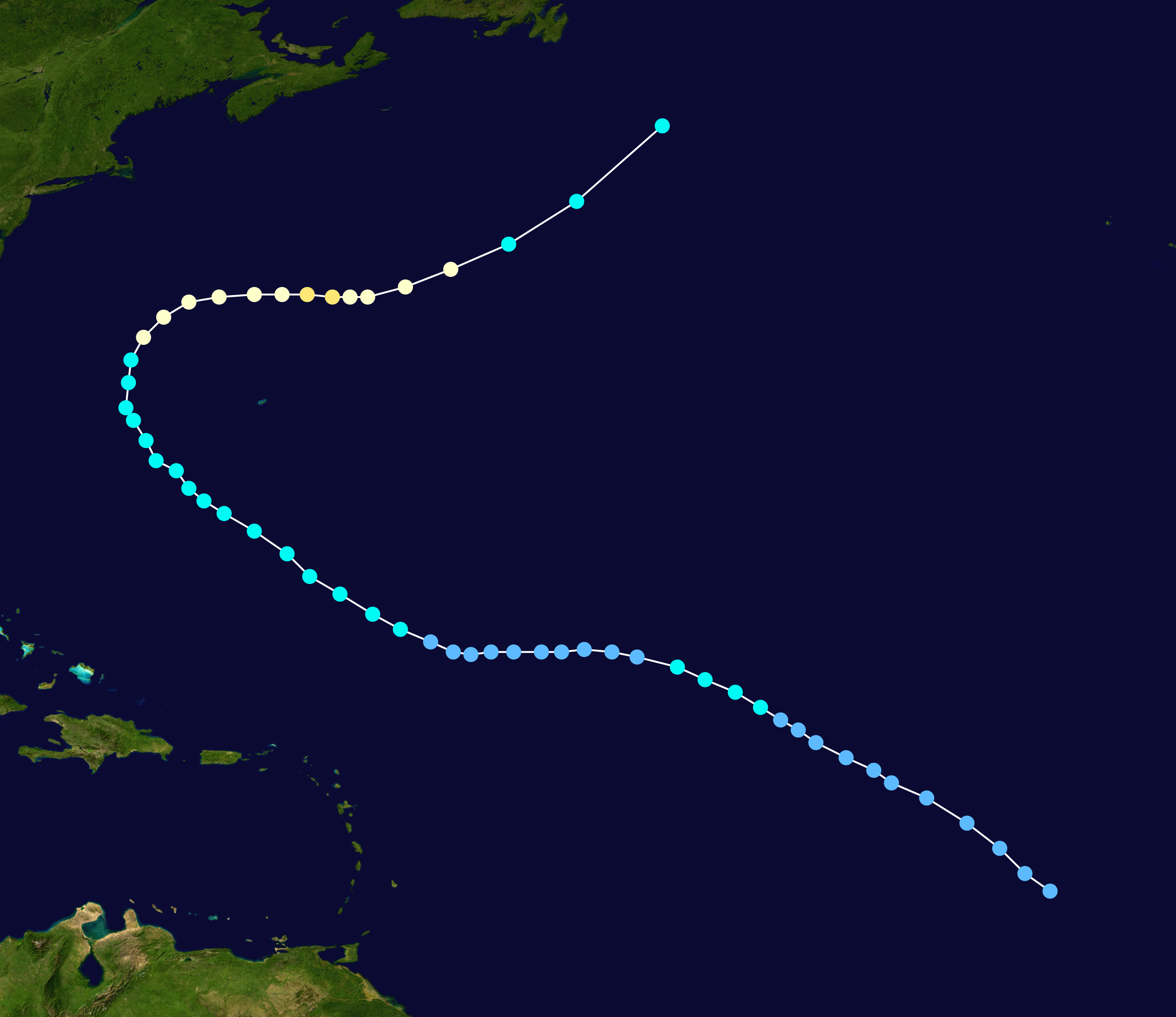
Percorrido do furacão Irene

Uma vigorosa onda tropical afastou-se da costa ocidental de África a 1 de agosto, num princípio débil devido às frias temperaturas da superfície do mar. Movia-se para o oeste e passou para perto de Cabo Verde, onde a convecção começou a aumentar. O sistema voltou-se mais organizado e converteu-se numa depressão tropical na tarde da 4 de agosto, a 1 100 km ao sudoeste das ilhas de Cabo Verde. Na madrugada da 5 de agosto, a depressão voltou-se bruscamente para o noroeste a uma zona de maior cisalhamento, fazendo que alguns modelos computorizados de predição marcassem que a depressão se tinha dissipado, enquanto outros previram um fortalecimento constante. A repentina ameaça da tempestade ocasionou que o Centro Nacional de Furacões (NHC) consultasse ao meteorólogo Lixion Avila ante o que este comentou: «Que pouco sabemos a respeito da genêsis dos ciclones tropicais». Apesar das desfavoráveis condições de seu meio e seu desorganização, a depressão tropical continuou-se fortalecendo e converteu-se na tempestade tropical Irene a 7 de agosto, encontrando-se a 1 865 km ao leste das Pequenas Antilhas.

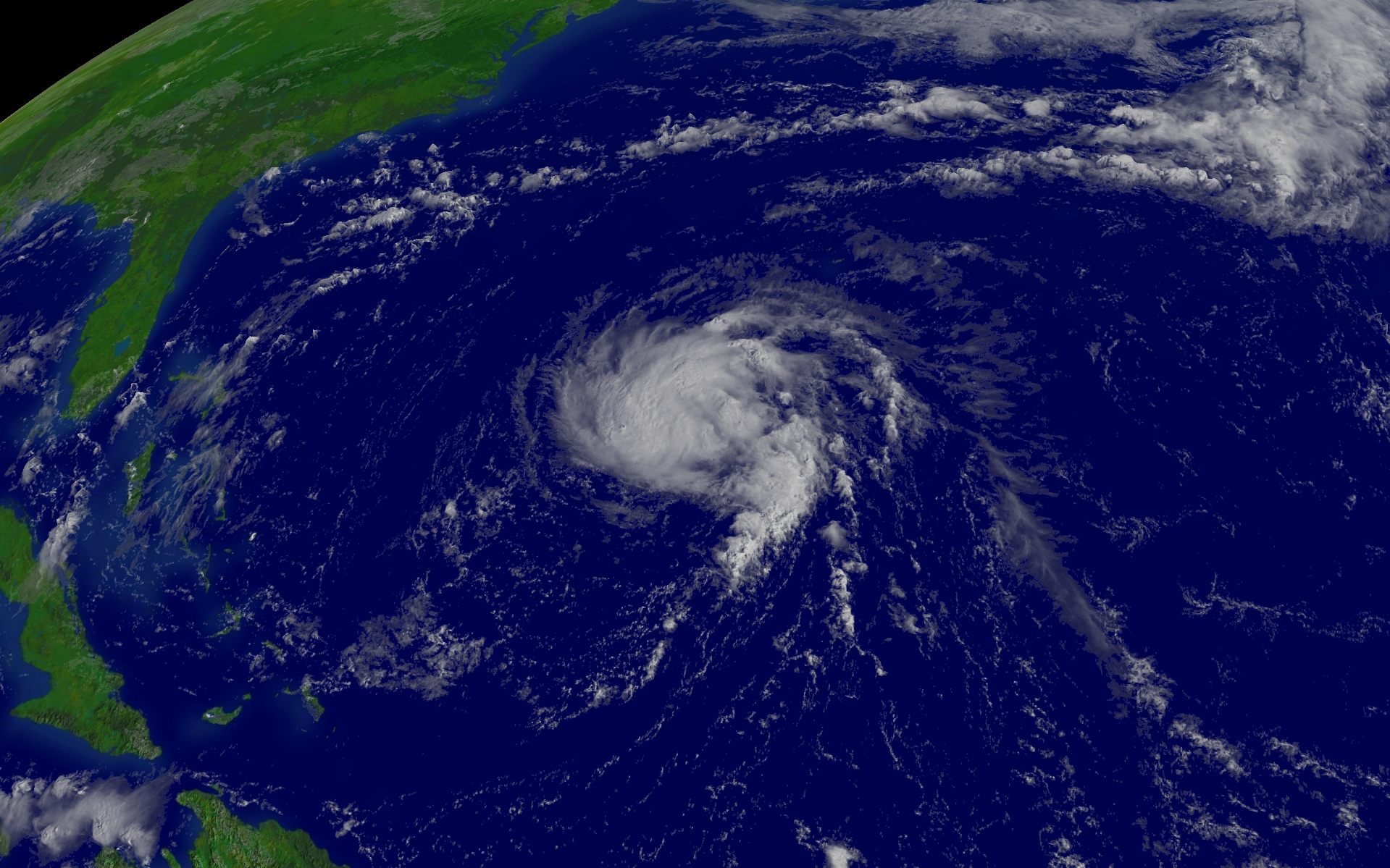
Irene como tempestade tropical a 12 de agosto

Como Irene estava num ambiente carregado de ar seco e de alto cisalhamento, a 8 de agosto debilitou-se tanto que passou a ser uma depressão tropical. Na manhã da 10 de agosto, quando passava ao norte das Pequenas Antilhas, Irene quase se dissipa numa baixa remanescente, mas os meteorólogos previram que a tempestade ia sobreviver, sem muitas esperanças de que isso sucedesse. No entanto, as águas mais quentes e o menor cisalhamento do vento permitiram a Irene voltar-se gradualmente mais organizado, enquanto passava ao sul das Bermudas, e converteu-se uma vez mais numa tempestade tropical, na madrugada da 11 de agosto.
Devido às incertezas a respeito de como a região dorsal subtropical poderia interatuar com Irene, os modelos continuaram dando sinais pouco claras sobre o futuro da tempestade. Alguns dos modelos anteciparam que Irene entraria em terra em Carolina do Norte, enquanto outros sustentavam que Irene dissipar-se-ia. A incerteza terminou quando uma debilidade na dorsal subtropical permitiu a Irene se mover fortemente para o norte, o que provocou que a tempestade passasse no meio do Outer Banks da Carolina do Norte e as Bermudas a 15 de agosto. Pouco depois, o alto nível de um débil cisalhamento, permitiu que Irene se intensificasse rapidamente, se transformando primeiro num furacão, e depois num furacão de categoria 2 com sua força máxima de 170 km/h na tarde da 16 de agosto, enquanto viajava a 560 km ao nordeste das Bermudas, também atingiu uma pressão mínima de 970 hPa. Ainda que os meteorólogos do CNH pensaram que era provável que Irene se convertesse num furacão, não esperavam uma intensificação de tal magnitude.
Irene entrou numa região onde o cisalhamento aumentou e se viu debilitado, como resultado disto se converteu numa tempestade tropical a 18 de agosto, quando continuava seu percurso a 830 km ao sul de Cabo Race, Terra Nova. Uma vez que se moveu sobre águas bem mais frias, a tempestade tropical Irene se converteu em extratropical e finalmente foi absorvido por um sistema extratropical mais tarde nesse mesmo dia. Irene prolongou-se durante 14 dias como um sistema tropical convertendo na tempestade de maior duração da ano.

## Impacto, recorde e nomeação

Imagem satelital da tempestade tropical Irene a 14 de agosto em frente à costa dos Estados Unidos

Apesar da longa vida de Irene, não teve relatórios de que os ventos da tempestade tropical afectassem aos barcos. Não teve danos nem vítimas como consequência de Irene. No entanto, o furacão gerou fortes ondas e aumentou o risco de correntes de ressaca ao longo da costa Leste dos Estados Unidos. Em muitas praias da Nova Jérsia, as atividades de natação estiveram restritas, e os salvavidas das praias levaram a cabo mais de uma centena de resgates num período de três dias. As ondas na costa de Nova Iorque atingiram entre 1,2 e 2,4 m. a 14 de agosto, um jovem de 16 anos morreu afogado depois de ser levado por uma corrente de agueiro para perto de Long Beach. O seu corpo foi recuperado a 16 de agosto, após ter chegado a terra.
Quando a tempestade tropical Irene se formou a 7 de agosto, foi a data mais temporã para a formação da nona tempestade tropical de uma temporada de furacões no Atlântico, batendo- o por 13 dias o recorde anterior em poder de uma tempestade na temporada de 1936. Esta tempestade também marcou a quinta vez que se utilizou o nome «Irene» para um ciclone tropical no Atlântico. Devido à falta de efeitos na terra do furacão Irene, o nome não foi retirado pela Organização Meteorológica Mundial e se voltou a utilizar na ano de 2011.